# SPECI
Ein SPECI ist in der Luftfahrt ein gesonderter Wetterbericht, der im Falle starker Wetteränderungen am Flughafen, für den die Vorhersage gilt, veröffentlicht wird.
Aufbau und Inhalt des SPECI entsprechen im Wesentlichen denen von METAR-Meldungen. Ebenso wie ein METAR enthält der SPECI in jedem Fall den ICAO-Code des Flughafens, der diesen SPECI erstellt hat, und den Beobachtungszeitpunkt. Zusätzlich können Windrichtung, Sichtweite, Temperatur, Luftdruck, Wolkenformation und andere Informationen enthalten sein.
Ein SPECI wird zusätzlich zu den halbstündlich aktualisierten METARs veröffentlicht, wenn sich einer oder mehrere dieser Parameter innerhalb kurzer Zeit signifikant ändern.
Die Unterscheidung zwischen METAR und SPECI erfolgt über die Kennung METAR bzw. SPECI am Beginn des Wetterberichts.